# Noli me tangere (Le Corrège)
Pour les articles homonymes, voir Noli me tangere (homonymie).
Noli me tangere est une huile sur toile du Corrège représentant la scène du Noli me tangere.

## Postérité
La peinture fait partie du musée imaginaire de l'historien français Paul Veyne, qui le décrit dans son ouvrage justement intitulé Mon musée imaginaire.